# 桐原城
桐原城（きりはらじょう）は、長野県松本市にあった日本の城。県指定史跡「小笠原氏城跡」を構成する山城群（埴原城跡、山家城跡、桐原城跡、林小城跡）の一つ。標高948メートル。

## 概要
信濃国の守護・小笠原氏の家臣桐原氏の主城であった。『信府統記』には「桐原大内蔵真智寛正元庚辰年此城ヲ築ケリ」とある。天文19年（1550年）、武田晴信の攻撃により林城とともに落城した。
『長野県町村誌』には本丸は東西16間、南北15間とあり、現在も石垣、土塁などが一部残る。